# Xenelasia
Xenelasia (in greco antico: ξενηλασία?, xenēlasía, composto da ξένος "straniero" e ἐλαύνω "condurre, spingere") fu il nome attribuito ad una serie di leggi promulgate nell'antica Laconia e nell'antica Creta dorica e che prevedevano l'esclusione degli stranieri, e di ogni forma artistica e musicale straniera, nei rispettivi domini.

## Applicazione delle leggi di Xenelasia

### In Laconia
Le leggi di xenelasia più famose sono quelle spartane. Lo Stato era infatti inteso come una emanazione della famiglia e i magistrati spartani avevano il compito e l'autorità di cacciare chiunque rappresentasse una minaccia all'ordine pubblico o alla morale. Gli stranieri erano ammessi durante le festività religiose e per missioni statali ma a loro non era permesso vivere entro il territorio dello Stato. Eccezioni furono concesse ad amici ed alleati, come Senofonte. D'altro canto alla popolazione comune fu proibito viaggiare all'estero. Lo scopo di queste leggi era preservare il carattere originario delle tribù doriche ed evitare qualsiasi contaminazione straniera. Mantenere le tradizioni degli antenati era considerato tra i Greci un grande onore.
Secondo Karl Otfried Müller il carattere dorico di nobiltà e severità si protrasse a Sparta solo perché essa riuscì a mantenersi nel suo stato di isolamento. Müller, che scriveva in un contesto di interpretazione della storia razziale e mitografico, considerava gli spartani, invasori ed occupanti della Laconia che opprimevano tramite un inflessibile controllo militare una popolazione di servili contadini, degli xenoi in senso stretto.
Plutarco scriveva: "Per questa ragione egli (Licurgo) proibì ai suoi cittadini di viaggiare all'estero e familiarizzare con i costumi stranieri, esempi di vita sregolata, atti ad introdurre sconvolgimenti nella repubblica; anzi egli cacciò tutti gli stranieri che non portavano nessuna utilità; questo non perché (come disse Tucidide) temeva che loro potessero imparare il giusto sentiero che porta alla virtù, ma piuttosto che potessero introdurre cattivi costumi. Perché è ovvio che con persone straniere entrano ragionamenti stranieri, e tali ragionamenti introducono nuovi pensieri, per cui si generano molti affetti e volontà discordanti dall'armonia del buon governo. Egli fu attento preservare la sua città dall'infezione di cattivi costumi, così come gli uomini generalmente lo sono nel prevenire l'introduzione di una pestilenza".
Niccolò Machiavelli riteneva che Sparta fosse durata così a lungo "perché non permise agli stranieri di stabilirsi nella repubblica" e sottolineava che la Repubblica romana, facendo il contrario, si fosse condannata al proprio destino. Va comunque evidenziato come,  a causa del rifiuto della mescolanza razziale, dell'infanticidio selettivo e della diserzione all'estero di rampolli patrizi alla ricerca di maggiori attrazioni, la popolazione spartana fosse in costante declino dal periodo della sua vittoria nelle guerre del Peloponneso, passando da 9000 spartani nel 640 a.C. ai 1000 dopo la battaglia di Leuttra nel 371 a.C. La polis Romana fu inoltre una delle società del mondo antico che più si rifece all'ethos militare spartano. Machiavelli fu un laconofilo molto parziale.

### Nella Creta dorica
Nelle Leggi di Platone, il cretese Clinia dice ad Omero che "…noi cretesi non siamo abituati ai versi di origine straniera".
Praticamente tutti gli stati dorici che non approvarono leggi di xenalasia persero le loro caratteristiche nazionali e presto la loro indipendenza politica. La maggior parte di queste città cadde nell'anarchia con una serie di violenze e omicidi. I paesi e le città stato che conservarono intatte le loro caratteristiche nazionali furono le uniche a mantenere la pace.
Secondo Müller gli abitanti della dorica Corfù furono dinamici, industriosi e intraprendenti, buoni marinai e attivi mercanti che persero completamente il nobile carattere dorico. Qualcuno dice che essi superarono gli ateniesi nella degenerazione e che perfino i loro cani eccellessero nella sfrontatezza. Sempre secondo Müller anche Argo perse il suo carattere dorico. "Argo divenne uno stato caotico, di piaggeria e violenza...".
Anche Taranto, colonia della Magna Grecia, fu di origine dorica. Secondo Müller "In seguito, non essendoci più uomini di tale stampo (nobile carattere) a guidare il governo ed essendo la corruzione dei costumi, causata dalla naturale fertilità del territorio e non più contenuta da leggi severe, in continua crescita, Taranto fu così cambiata che perse qualsiasi traccia del suo antico carattere dorico e, in particolar modo, della sua terra di origine; quindi, anche se estremamente potente e ricca, essa fu rovesciata alla fine dalla sua debolezza interna, in particolar modo quando l'insolente violenza della popolazione divenne nuova fonte di debolezza."
La breve ammirazione che gli ateniesi e i loro alleati potrebbero aver avuto per la disciplina e le virtù dei dorici spartani, figlia dell'isolamento culturale, deve essere interpretata nel contesto della loro prima alleanza contro i persiani; dopo le guerre del Peloponneso e la conseguente perdita della democrazia e dell'autonomia, essa mutò nell'odio e nella ribellione. Ad ogni modo, molto prima che le altre città stato si scontrassero con la dominante Sparta, Platone usava il termine xenelesia come sinonimo di barbarie, una condizione di assoluta inciviltà. Nelle Leggi Platone scriveva: "Non ricevere alcun visitatore nella propria patria e non uscirne mai, è, tra l'altro, quasi impossibile e prima o poi sarebbe visto dagli altri uomini come un comportamento selvaggio e anti sociale. Con esso ti guadagneresti la fama di chi dà la caccia agli stranieri e di chi ha modi rozzi e brutali" (Leggi, XII, 950a-b).